# فرودگاه یانچنگ نانیانگ
فرودگاه یانچنگ نانیانگ  (به انگلیسی: Yancheng Nanyang Airport) یک فرودگاه با کد یاتا YNZ است . این فرودگاه در کشور چین قرار دارد .

## شرکت‌های هواپیمایی و مقصدهای پروازی
The following airlines serve this airport:
| شرکت‌های هواپیمایی         | مقصدهای پروازی |
| ------------------------- | --- |
| ایر چاینا                 | پکن |
| آسیانا ایرلاینز           | Scheduled charter: اینچئون                                                                                                 |
| هواپیمایی شرقی چین        | چانگشا هوانگهوا، چنگدو شوانگلیو، کونمینگ چانگشوی، نانجینگ لوکو، شانگهای هونگچیائو، شنینگ تخین، ووهان تیانهه، شی‌آن شیان‌یانگ |
| China Eastern Airlines    | اینچئون، تائویوان تایوان                                                                                                   |
| هواپیمایی جنوبی چین       | بایون گوآنگجو، شنژن بن |
| چاینا یونایتد ایرلاینز    | پکن نانیوان |
| Colorful Guizhou Airlines | لانگ‌دونگ‌بائو گوئی‌یانگ، یانتای چائوشوی                                                                                      |
| هنگ کنگ ایرلاینز          | هنگ کنگ |
| مندرین ایرلاینز           | تائویوان تایوان |
| شاندونگ ایرلاینز          | چنگچینگ ییانگبی، دالیان ژووشویزی,                                                                                          |
| اسپرینگ ایرلاینز          | شنژن بن، تیانجین بینهای |
| Uni Air                   | تائویوان تایوان |
| ژیامن ایرلاینز            | هاربین تایپینگ، زیامن گائوچی                                                                                               |

### Cargo airlines
| شرکت‌های هواپیمایی    | مقصدهای پروازی |
| -------------------- | -------------- |
| چاینا پستال ایرلاینز | اینچئون        |